# Grüner Pütz

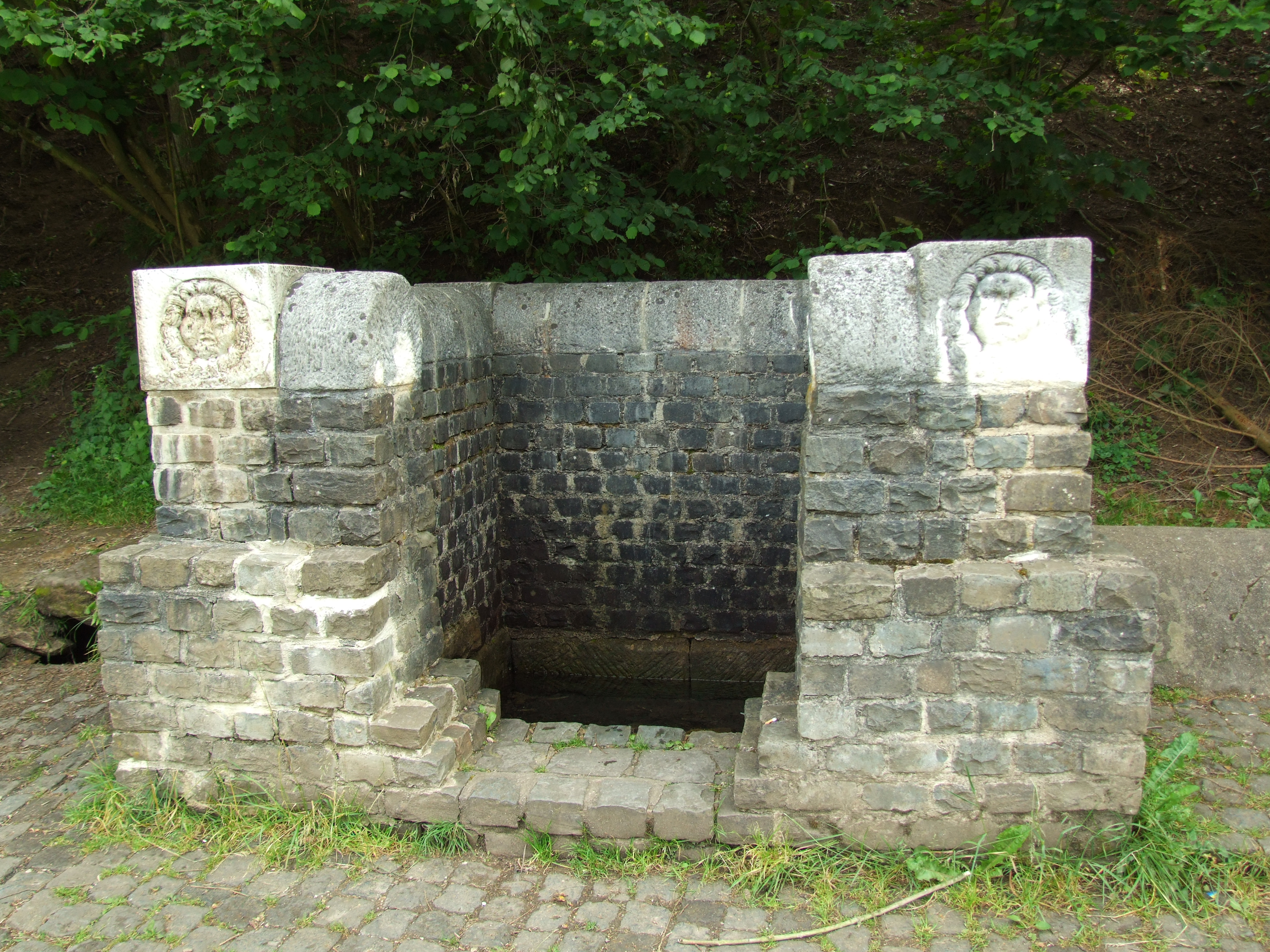
Brunnenstube der Eifelwasserleitung

Grüner Pütz ist die Flurbezeichnung einer Talaue im Urfttal in der Gemarkung Nettersheim.
Hier befindet sich eine der Quellfassungen der römischen Eifelwasserleitung, die die Colonia Claudia Ara Agrippinensium, das antike Köln, mit Trinkwasser versorgte. Der Mechernicher Bergbeamte C. A. Eick wies Mitte des 19. Jahrhunderts archäologisch nach, dass der Grüne Pütz der äußerste Punkt der Eifelwasserleitung war. Die Quellfassung und der daran anschließende Kanal bis zum Bahndamm sind heute wieder in Funktion gesetzt. Das Wasser fließt jedoch hinter dem Bahndamm, d. h. noch in der Talaue, in die Urft.
Bei der ehemaligen Gronrechtsmühle, die auch „Rosenthaler Mühle“ genannt wurde, befindet sich ein Parkplatz für Besucher des Grünen Pützes.

## Eifelwasserleitung
Die Quellfassung bestand aus einer 80 m langen Sickerwasserleitung, die am Fuß des Talhanges das anstehende Quellwasser sammelte und in eine Brunnenstube weiterleitete, in der sich das Wasser klärte, bevor es in dem Kanal weiter nach Köln transportiert wurde. Die Quellfassung wurde erst 1952 von Waldemar Haberey ausgegraben. 1975 erfolgte die Restaurierung.
Die Sickerwasserleitung bestand aus Trockenmauerwerk, das hangseitig wasserdurchlässig und nur an der der Urft zugewandten Wange außen mit Ton abgedichtet war, so dass hier kein Wasser verloren gehen und kein Flusswasser der Urft eindringen konnte. Die Sohle der Sickerwasserleitung bestand lediglich aus Kies. Auf der Leitung befanden sich Sandsteinplatten. Die Breite der Sickerwasserleitung betrug 40 bis 45 cm, die Höhe 70 cm bis 100 cm, zur Brunnenstube hin zunehmend.
Das im Grundriss fast quadratische Fundament der Brunnenstube bestand aus Sandsteinblöcken und hatte die lichten Maße 1,93 m × 1,86 m. Die aus Kies bestehende Sohle lag 15 cm tiefer als die der Sickerwasserleitung und des an der anderen Seite der Brunnenstube beginnenden Kanals. Bergseitig gab es auch in der Brunnenstube zwei Öffnungen, durch die Quellwasser einströmen konnte. In der Brunnenstube verlangsamte sich die Fließgeschwindigkeit des Wassers, sodass sich Verunreinigungen auf dem Boden absetzen konnten. Wie die Sickerwasserleitung war auch die Brunnenstube auf der zur Urft gewandten Seite mit einer 30 bis 40 cm starken Tonabdichtung versehen.
Die heutige Rekonstruktion der Brunnenstube hat an der Talseite eine in der Antike nicht vorhandene Öffnung, durch die man sich heute die Funktionsweise des Bauwerks ansehen kann.
Halbrunde Decksteine schlossen es nach oben hin ab. In der Brunnenstube wurde bei der Ausgrabung ein entsprechendes Eckstück mit einem Medusen- bzw. Gorgonenhaupt gefunden.
Der Kanal, der das in der Brunnenstube gesammelte Wasser in das antike Köln weitertransportierte, bestand aus einer Rinne aus Gussbeton, auf der sich ein Gewölbe aus Kalksteinen und Grauwacken befand, das die Leitung nach oben hin abdichtete. Der Kanal war innen mit rötlichem Wasserputz abgedichtet und hatte eine lichte Weite von 50 cm und eine lichte Höhe von 90 cm.
Die Sickerwasserleitung, die Brunnenstube und der sich daran anschließende Kanal sind die Stationen 1 und 2 des 2012 erneuerten Römerkanal-Wanderwegs von Nettersheim nach Köln.

## Römerstraße Trier–Köln
Oberhalb des Parkplatzes bei der ehemaligen Gronrechtsmühle verläuft im südlichen Talhang serpentinenförmig ein Fußweg auf der ehemaligen Trasse der Römerstraße Trier–Köln (Agrippastraße).
Es ist ein Teilstück dieser römischen Fernstraße von Trier über Jünkerath, Marcomagus und Zülpich nach Köln.
Nachdem der von Zülpich kommende antike Reisende die Urft überquert hatte, befuhr er diese Serpentine (50°30'40" N; 6°36'45" O), die teilweise als Hohlweg bis heute vorhanden ist, kam so auf die Nettersheim-Marmagener Hochfläche und erreichte schließlich hinter dem Schleifbachtal bei Nettersheim die Görresburg, die sich am Anfang eines römischen Vicus (wahrscheinlich mit dem Namen Marcomagus) befand.

## Bilder aus der Talaue

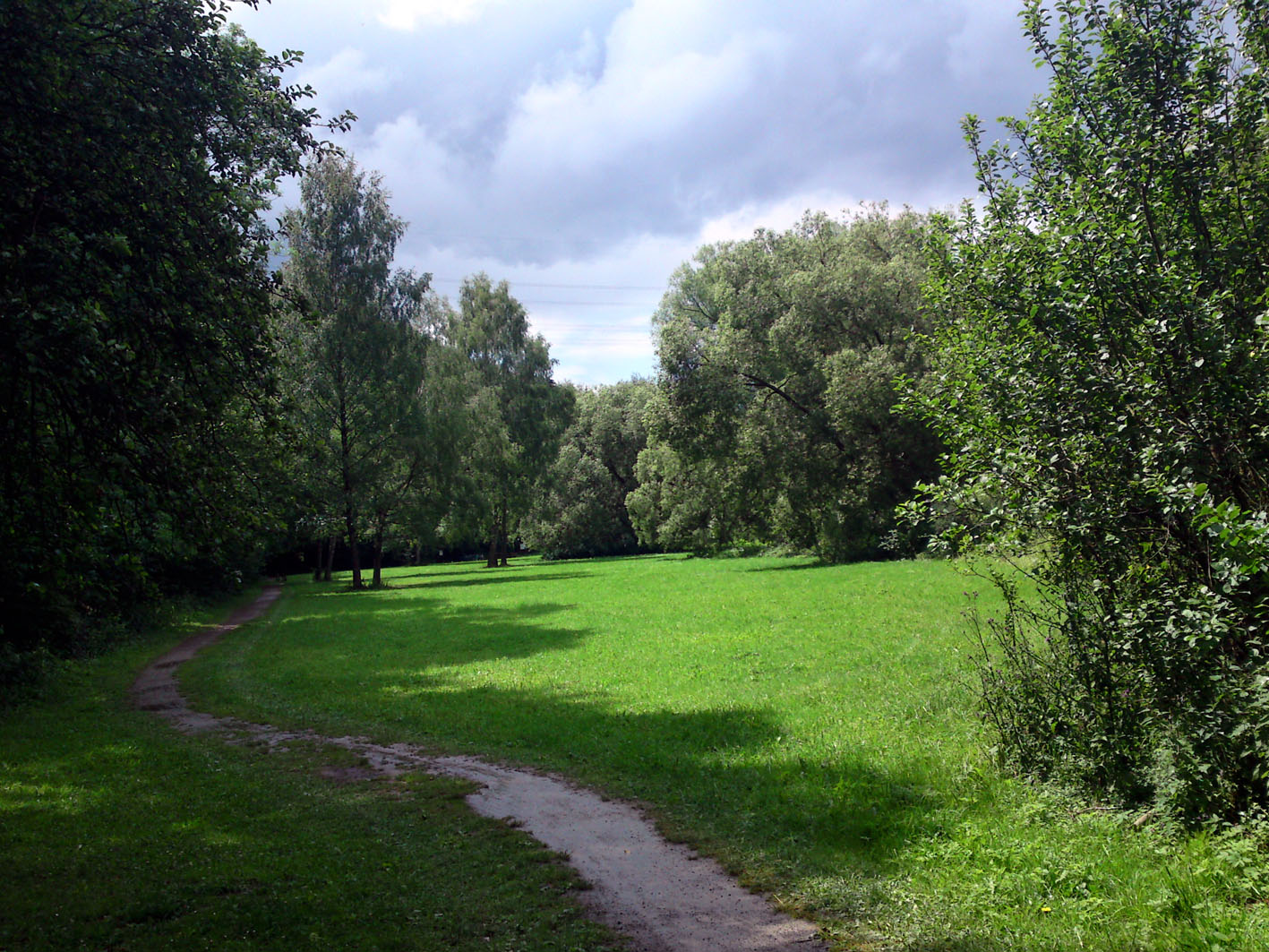
Blick von Osten in die Talaue „Grüner Pütz“ im Urfttal, 3,5 km nördlich von Nettersheim.
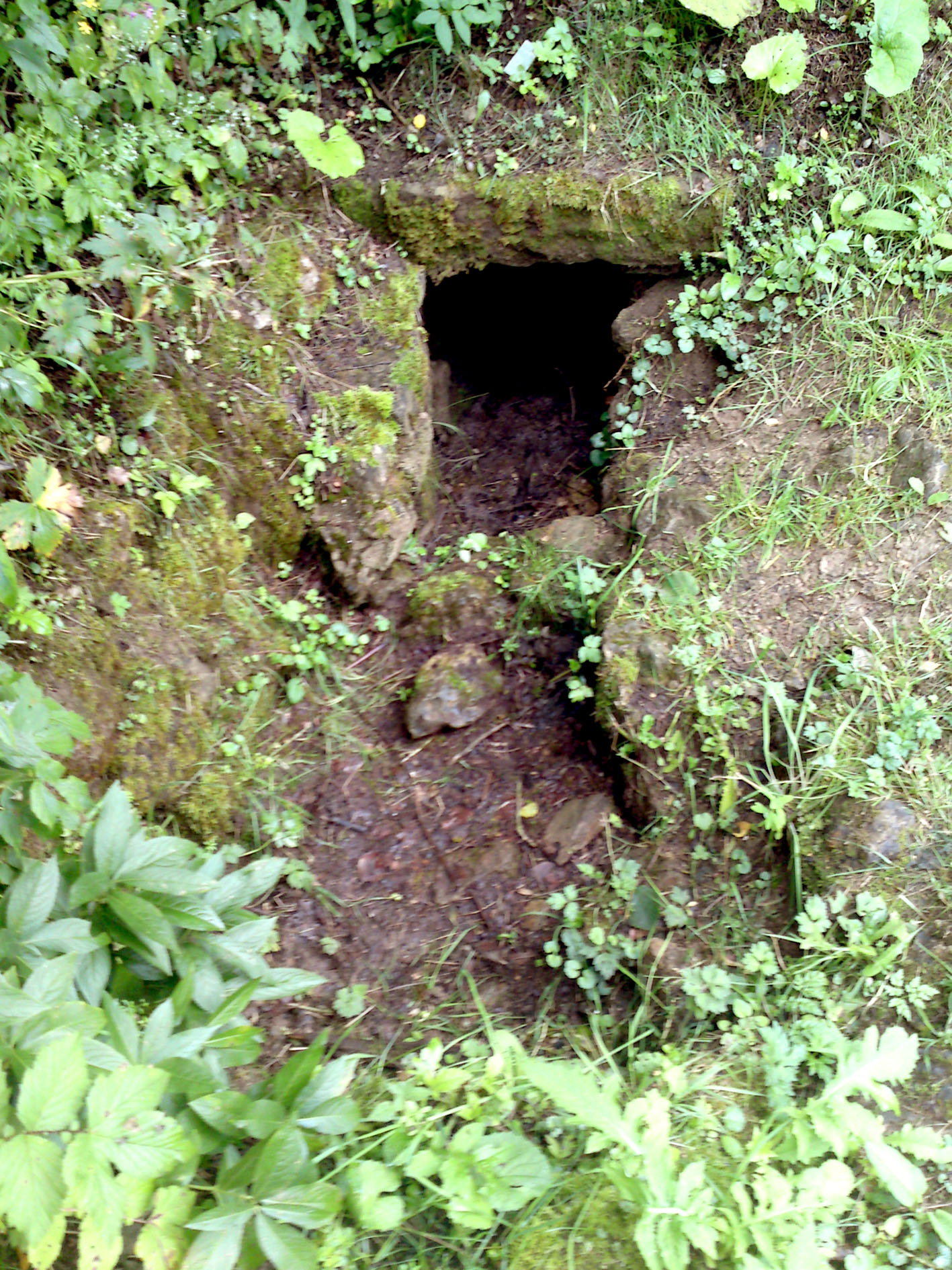
Der Anfang der Sickerleitung auf der Südseite der Talaue.
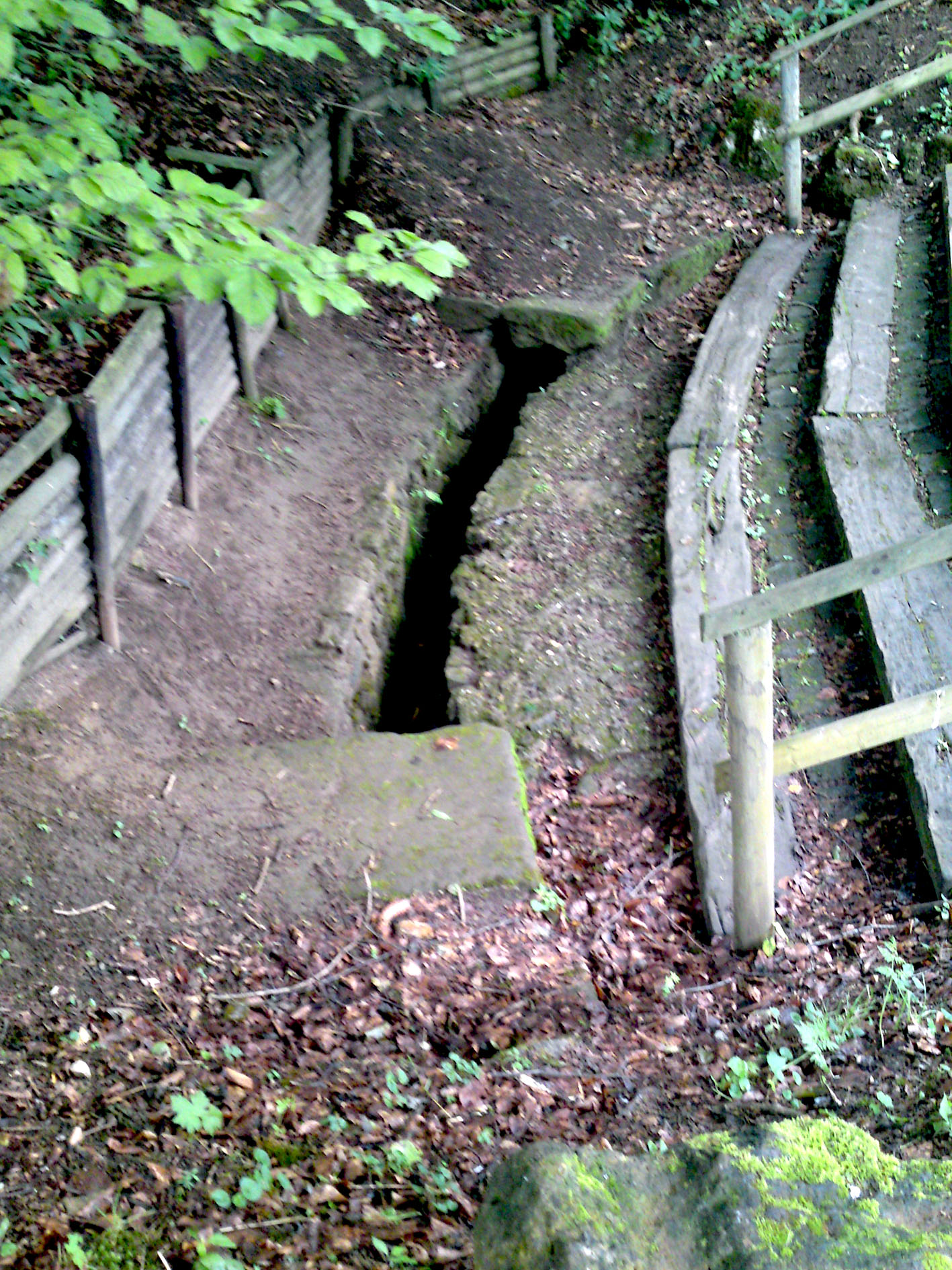
Touristisch erschlossenes Teilstück der Sickerleitung.
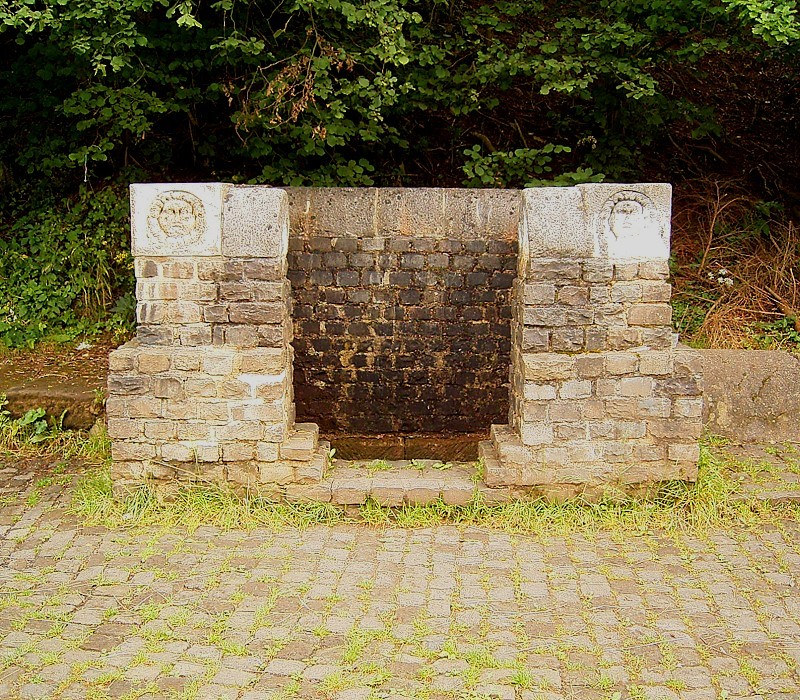
Die römische Brunnenstube. Die Einfassung wurde zu Beginn der 1970er Jahre neu errichtet.
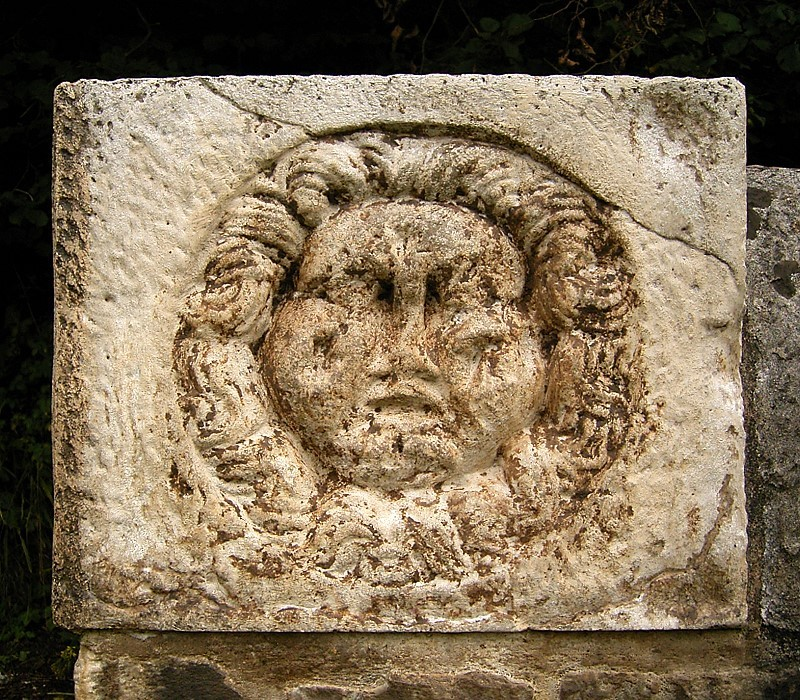
Medusenhaupt an der Römischen Brunnenstube (Original im Landesmuseum Bonn)
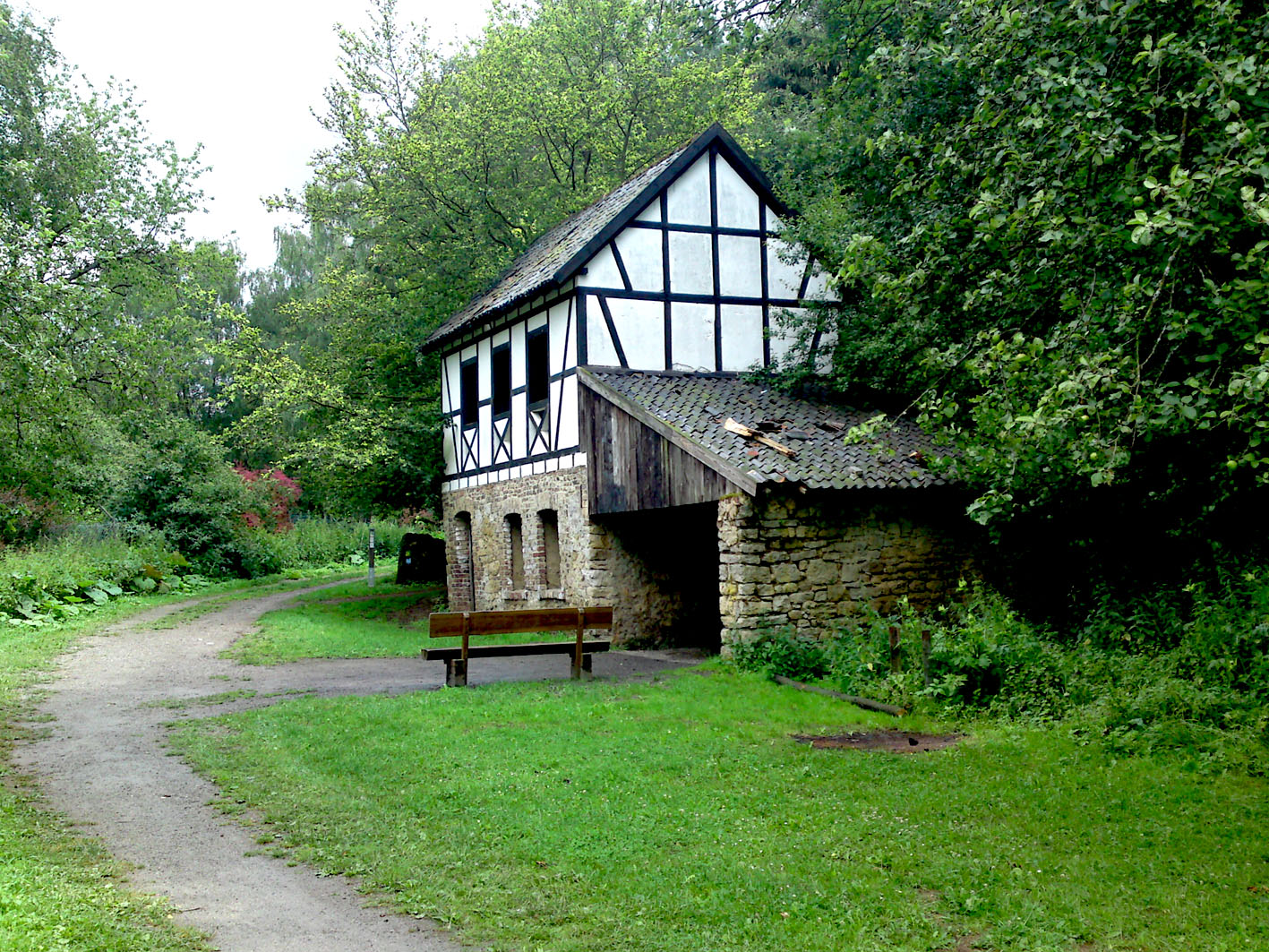
Das Fachwerkgebäude am südlichen Zugang der Talaue ist der Rest der sogenannten Gronrechtsmühle, einer wassergetriebenen Getreidemühle aus dem 18. Jahrhundert.
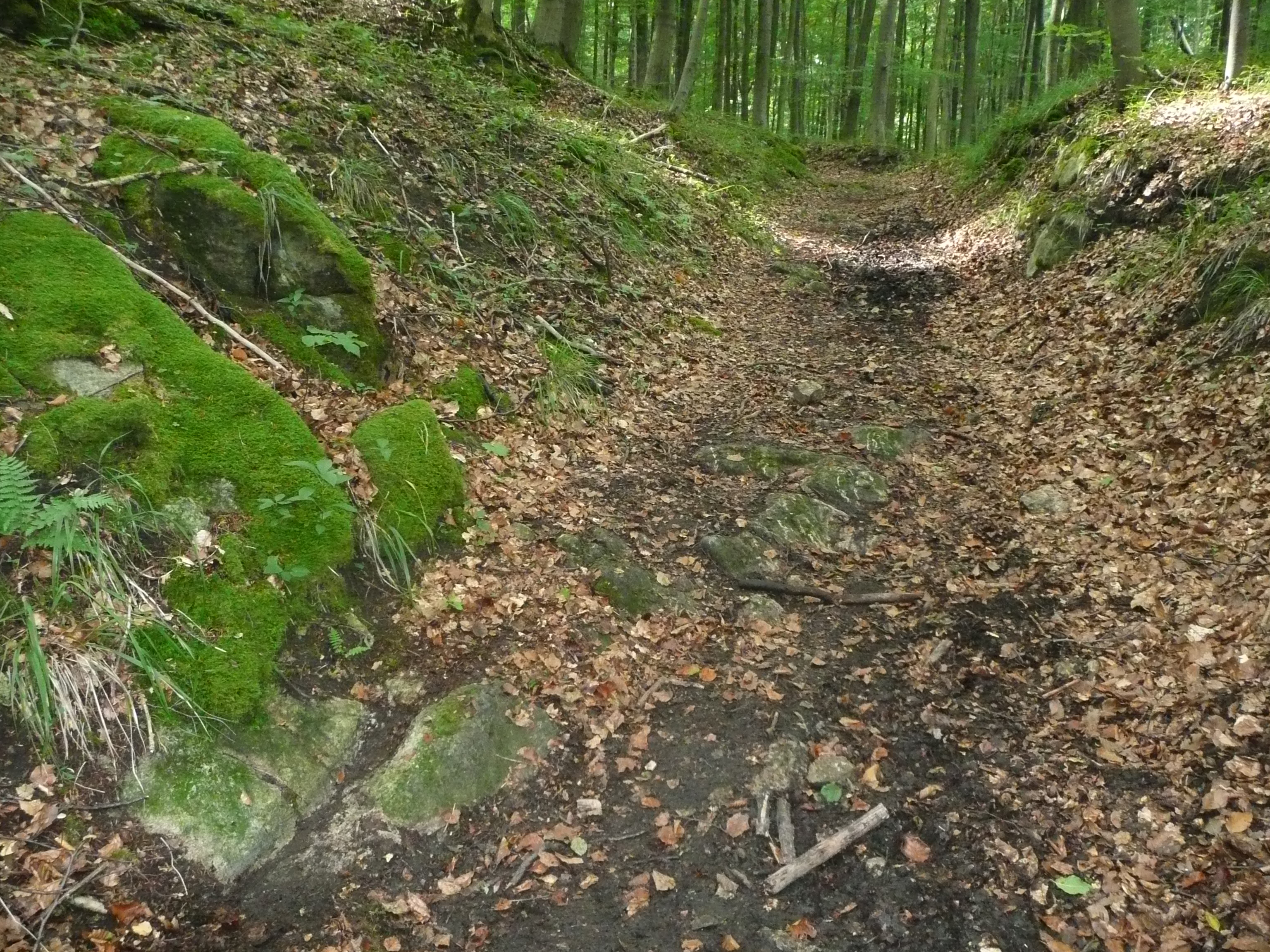
Serpentine der Agrippastraße im Hang des Urfttales bei Nettersheim oberhalb des Grünen Pützes mit deutlicher Spurrille im Fels unten links